# 暗色紫灰蝶
暗色紫灰蝶（學名：Arhopala paramuta），又名埔里紫小灰蝶、小嬈灰蝶、暗紫灰蝶。屬於灰蝶科（Lycaenidae）的一種蝴蝶。 分布於東南亞地區（見亞種段落）。

## 描述
體型仍比日本紫灰蝶小許多（僅約35毫米），但可明顯辨識，因為翅背為較深的藍色，前翅藍色範圍被極寬的黑色外緣大幅壓縮，後翅則僅中部帶有藍色。翅腹面後翅具有4條清晰、平行的斑帶。

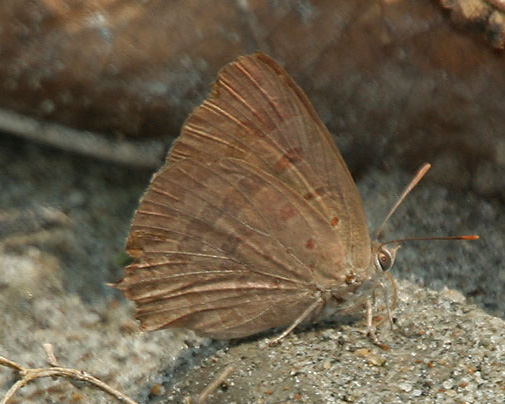
印度, 西孟加拉邦, 傑爾拜古里縣, 布沙老虎保護區

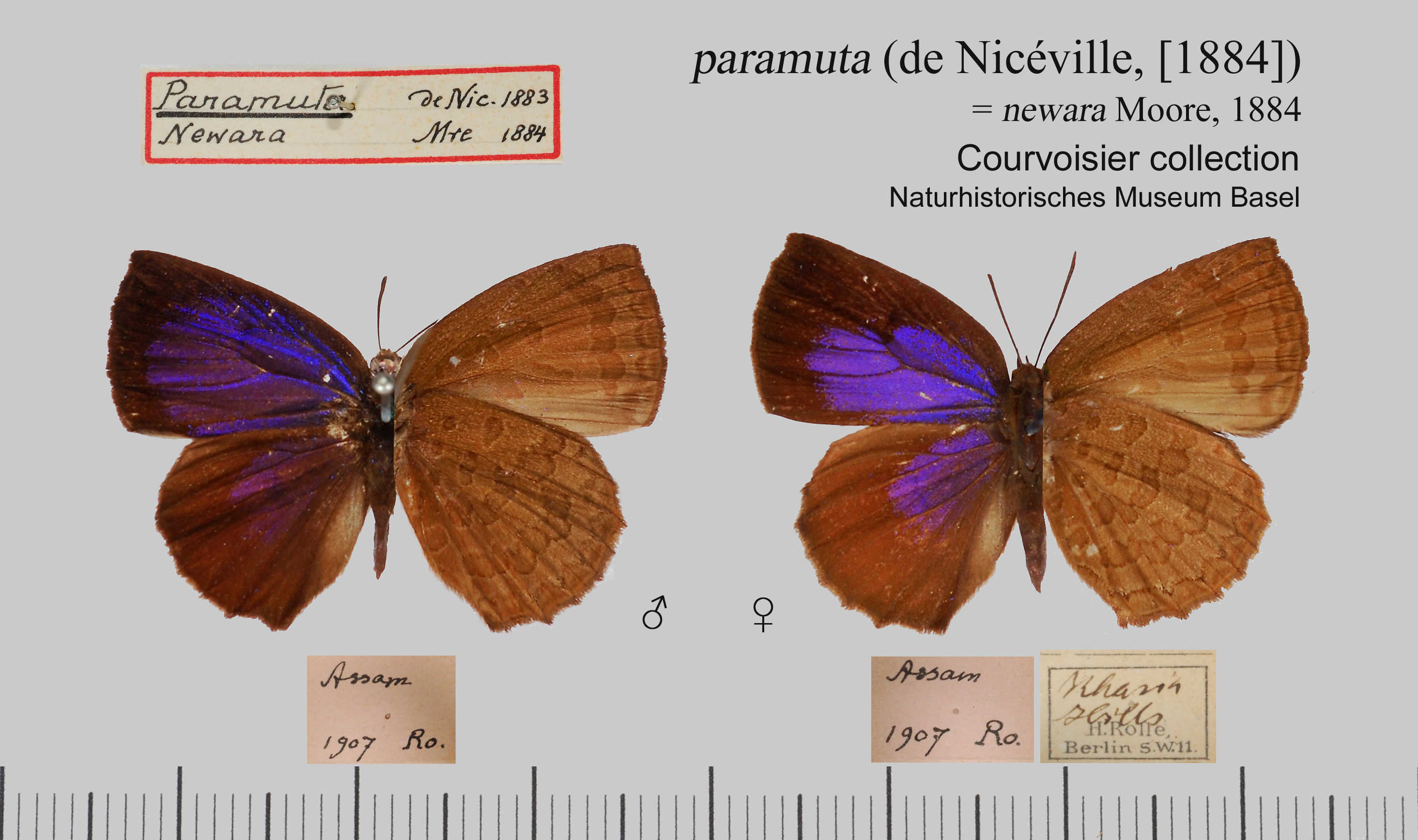
Arhopala paramuta ，巴塞爾

## 分佈
成蝶可見於尼泊爾、阿薩姆邦與錫金山區，在錫金並不罕見。
台灣分佈於中、低海拔山區。

## 棲地
棲息於常綠闊葉林，一年多代。成蝶飛行敏捷，不愛訪花。幼蟲以殼斗科的臺灣栲新芽與幼葉為食。

## 亞種
- Arhopala paramuta paramuta（分布於阿薩姆、錫金、緬甸、泰北與中國南方）
- Arhopala paramuta horishana（分布於台灣）